# قطعنامه ۷۷۵ شورای امنیت
قطعنامه ۷۷۵ شورای امنیت سازمان ملل متحد که در تاریخ ۲۸ اوت ۱۹۹۲ تصویب شد، سندی بین‌المللی دربارهٔ سومالی است. این قطعنامه طی نشست ۳۱۱۰ام با ۱۵ رای موافق، ۰ مخالف و ۰ ممتنع تصویب شد.